# Université nationale d'enseignement à distance de Corée
L'Université nationale d'enseignement à distance de Corée ou aussi Université nationale ouverte de Corée (en hangul : 한국방송통신대학교) est une université nationale de Corée du Sud située à Séoul.

## Structure

### Faculté de1ercycle
- Faculté des arts libéraux
- Faculté de sciences sociales
- Faculté de sciences naturelles
- Faculté de pédagogie

### Faculté de2ecycle
- Département d'anglais appliqué
- Département d'administration publique
- Département de management
- Département d'économie domestique
- Département de sciences informatiques
- Département de formation pour infirmières
- Département d'éducation tout au long de la vie
- Département de pédagogie pour la petite enfance
- Département de formation en ligne